# Europsko prvenstvo u dvoranskom nogometu UEFA-e
Europsko prvenstvo u dvoranskom nogometu je natjecanje u dvoranskom nogometu za reprezentacije iz Europe. Natjecanje organizira UEFA. Prvo europsko prvenstvo održalo se u Španjolskoj godine 1996.